# Astranthiinae
Astranthiinae es una subtribu perteneciente a la subfamilia Asteroideae dentro de las asteráceas.

## Descripción
Las especies de esta subtribu son principalmente de tipo herbáceo, no son muy altas (algunos son casi sin tallo). Las hojas son por lo general en forma de hoja continua lanceolada (a menudo son carnosas y peludas), a lo largo del tallo están dispuestas alternativamente. La inflorescencia se presentan en corimbos y están compuestas por diferentes cabezas (especies solitarias también están presentes). La estructura de la cabeza es típico de la familia Asteraceae : el tallo presenta una carcasa cónica, en forma de campana / cilindro, compuesta de varias escalas o brácteas que sirven como protección para el receptáculo  terminal en el que se encuentran dos tipos de flores: las flores externas liguladas (generalmente de color blanco o lila), y las flores internas, tubulares (generalmente de color amarillo). En particular, las femeninas son periféricas, y están dispuestas en una sola circunferencia (o radio o serie) y tienen una corola ligulada con lígulas muy agrandadas, las flores internas, son tubulares y numerosas y son hermafroditas.  El fruto es un aquenio coronado por un vilano velloso.

## Distribución
Las especies de este grupo se distribuyen principalmente en América del Norte y Centroamérica.

## Géneros
La subtribu comprende 4 géneros y unas 38 especies.
- Astranthium Nutt, 1840 (11 spp.)
- Dichaetophora A. Gray, 1849 (1 sp.)
- Geissolepis B.L. Rob., 1892 (1 sp.)
- Townsendia Hook., 1834 (26 spp.)